# Norman Brookes

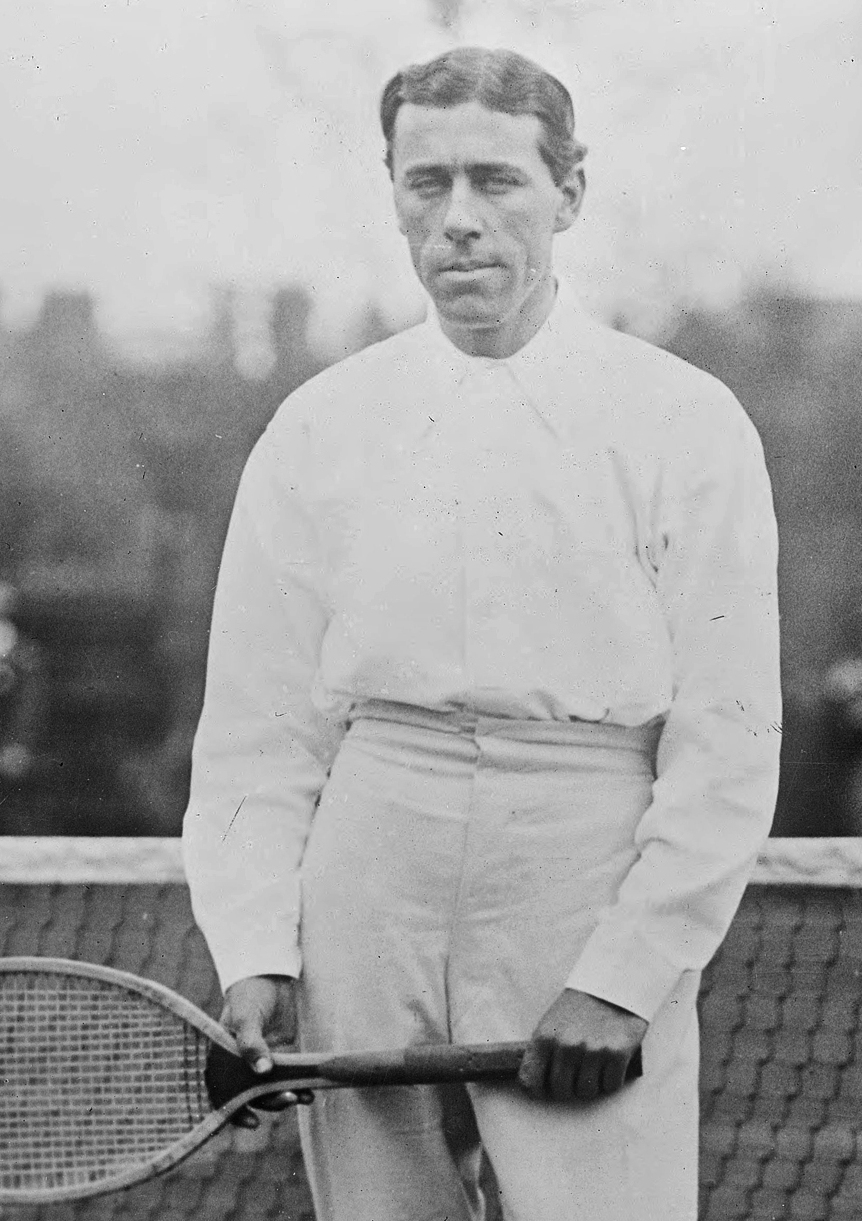

Norman Everard Brookes, född 14 november 1877 i Melbourne, Australien, död 28 september 1968 i Melbourne, var en australisk vänsterhänt tennisspelare. Norman Brookes är känd som den första icke brittiske spelare som vann Wimbledonmästerskapen.
Den amerikanske tennislegenden Bill Tilden beskriver i sin bok "The Art of Lawn Tennis" Brookes som en i det närmaste perfekt spelare och en lysande strateg på banan. Åren före och efter första världskriget rankades Norman Brookes som en av världens tio bästa spelare, den inbördes ordningen bland dessa var inte officiellt etablerad på den tiden.
Brookes upptogs 1977 i International Tennis Hall of Fame.

## Tenniskarriären
Brookes nådde 1907 slutfinalen (Challenge Round) i Wimbledonmästerskapen genom finalseger i All Comers Round över britten Arthur Gore med siffrorna 6-4, 6-2, 6-2. Hans tilltänkta motståndare i slutfinalen, titelförsvarande britten Laurie Doherty, som två år tidigare finalbesegrat Brookes i samma turnering, lämnade av oklara skäl walk over. Finalen i All Comers Round räknades därför denna gång som mästerskapsfinal, och Brookes blev därigenom den första manlige icke brittiska spelare och första icke-europé som vunnit titeln.
Nästa gång Brookes deltog i Wimbledonmästerskapen var sju år senare (1914). Han vann då titeln "på riktigt", genom att i "Challenge Round" besegra Anthony Wilding (Nya Zeeland).
År 1911 vann Norman Brookes herrsingeltiteln i Australiska mästerskapen. Det är efter honom som segertrofén i herrsingelklassen - Norman Brookes trofé fått sitt namn. Sin sista GS-titel vann han 1924 vid 46 års ålder i dubbelturneringen i Australiska mästerskapen tillsammans med landsmannen James Outram Anderson.
Tillsammans med Anthony Wilding deltog han 1905-1914 i Australasiens Davis Cup-lag. År 1907 vann man sin första DC-titel genom seger över Storbritannien. De två kom att vinna ytterligare fyra gånger, sista gången 1914. Tyvärr dödades sedan Wilding under första världskriget.
Tvååresperioden 1919-20, alldeles efter kriget, spelade Brookes åter Davis Cup, nu för Australien. Laget vann 1919, men 1920 gick cup-titeln över till USA. I det amerikanska laget fanns då bland andra Bill Tilden, som Brookes, trots flera möten, aldrig lyckades besegra i singelspel.

## Spelaren och personen
Brookes var en magerlagd, blek och tystlåten person, men som genom sin personlighet ingav respekt. Han var den förste framgångsrike vänsterhänte spelaren. På tennisbanan var han tuff och självsäker. Han spelade förhållandevis modern tennis, baserad på en hård serve, ofta slicad eller slagen med andra typer av spin, och ett dittills knappast skådat volleyspel, som var fruktat av motståndarna. Han hade också bra grundslag och ett utomordentligt fotarbete. Han frångick alltmer den gängse tekniken att spela backhandslaget "bakvänt", det vill säga med samma sida av racketen som forehandslaget. På grund av sin fina teknik fick han smeknamnet "The Wizard" (trollkarlen).
Under första världskriget tjänstgjorde Brookes som kapten i den brittiska armén. För sina insatser i kriget adlades han 1939.
Han var 1926-55 president över Australiska tennisförbundet.

## Grand Slam-titlar
- Australiska mästerskapen
  - Singel - 1911
  - dubbel - 1924
- Wimbledonmästerskapen
  - singel - 1907, 1914
  - dubbel - 1907, 1914
- Amerikanska mästerskapen
  - dubbel - 1919